# فلسفه تاریخ
فلسفه تاریخ (به انگلیسی: Philosophy of history) شاخه‌ای از فلسفه است که با استفاده از روش‌ها و مفاهیم و تحلیل‌های فلسفی به بررسی وقایع گذشته و ماهیت اطلاعات تاریخی به دست رسیده از گذشته می‌پردازد. دلیل توجه فلاسفه به این موضوع، این است که مفهوم تاریخ نقش کلیدی در تفکر بشری بازی می‌کند. تاریخ توجه انسان را به تغییرات، نقش عوامل مادی در امور انسان‌ها و معانی که انسان‌ها به وقایع تاریخی داده‌اند، جلب کرده و قابلیت یادگیری از تاریخ را فراهم می‌آورد. تاریخ همچنین از این جهت مورد توجه فلاسفه بوده که امکان درک بهتر از وضیعت جاری را (با روشنگری نیروها، انتخاب‌ها، شرایطی که در گذشته حاکم بوده و به مسیر تاریخ جهت داده) می‌دهد.

## منشأ فلسفه تاریخ
منشا فلسفه ی تاریخ به ابن خلدون، دانشمند نامدار تونسی باز میگردد.  ولی به عقیده گوردن گراهام این شاخه از فلسفه از دل مطالعات مذهبی تاریخ (خصوصاً مسیحیت و یهودیت) پس از تغییر و تحولاتی زاده شده. به عقیده گوردن گراهام، اولین فیلسوف برجسته‌ای که مشخصاً تلاش کرد خلاصه طرح کلی تاریخ تمام دنیا را فراهم آورد امانوئل کانت در کتاب The Idea of a Universal History from a Cosmopolitan Point of View؛ پس از او نیز هگل در کتاب Lectures on the Philosophy of World History تلاش کرد که به کل تاریخ بشر معنی فلسفی و منطقی بدهد. اصطلاح «فلسفه تاریخ» را به شکل و مفهوم کنونی فرانسوا ولتر، ادیب فرانسوی و فیلسوف برجسته «عصر روشنگری» در قرن هیجدهم میلادی وضع کرد. وی در رساله‌ای با عنوان «آداب و رسوم و روحیات ملل» آرزو می‌کرد که ای کاش تاریخ قدیم را فلاسفه نگاشته بودند تا خواننده امروزی نیز مانند یک فیلسوف تاریخ را مطالعه می‌کرد.

## رشد تجربی گرایی و پوزیتیویسم منطقی
در قرن ۱۹ میلادی، فلسفه هگل و پس از او مارکس؛ فلسفهٔ تاریخ محبوبیت خود را در پی رشد سریع علوم تجربی و به همراهش تجربی گرایی و پوزیتیویسم منطقی که با خود به همراه آورده بود؛ از دست داد. فلسفه هگل از دو جهت مورد انتقاد قرار گرفت: یکی به دلیل عدم ارضاء اصل تحقیق پذیری (اینکه آزمایشی نمی‌توان طراحی کرد که صحت نظریه را توسط مشاهدات خارجی مورد بررسی و تأیید قرار دهد) و دیگری اینکه در این فلسفه از ممکن الوقوع تاریخی چشم پوشی شده و تأکید بر لازم الوجود تاریخ می‌باشد. در این دوران فلسفهٔ علم پوپر توجه فلاسفهٔ تاریخ را به ابزارها و روش‌های بررسی تاریخ جلب کرد.

## ظهور دو روش بررسی تاریخ
در این دوران دو دیدگاه مختلف در مورد روش‌های بررسی تاریخ وجود داشت. از نظر برخی وظیفهٔ فلسفهٔ تاریخ؛ کشف قوانین عامی بود که بر رویدادهای تاریخی حاکم است، همان گونه که وظیفهٔ علوم تجربی کشف قوانین عام طبیعت می‌باشد. گروه دوم سعی داشتند معنی رفتار انسان‌ها را توضیح دهند. این گروه از فلاسفه این معانی را به صورت روایی بیان می‌کردند تا اینکه بخواهند آنها را از اصول و قوانینی استنتاج کنند. هیچ‌کدام از دو گروه موفق به چیرگی بر دیگری نشدند و فلاسفه کم‌کم انگیزه و علاقه خود را به این موضوع از دست دادند.

##### جورج ویلهلم فردریش هگل
هگل در پدیدارشناسی روح در سال ۱۸۰۷ یک تئودیسه پیچیده را توسعه داد که برداشت خود از تاریخ را بر اساس دیالکتیک استوار کرد. منفیت توسط هگل به عنوان موتور محرکه تاریخ در نظر گرفته شد. هگل استدلال می‌کرد که تاریخ فرآیندی دائمی از برخورد دیالکتیکی است که هر تز با ایده یا رویداد متضادی مواجه می‌شود. تضاد هر دو در سنتز «رفع» شد، ترکیبی که تضاد بین تز و ضد آن را حفظ کرد و در عین حال آن را زیرورو کرد.

## تشکیل ایده‌های فلسفی در طول تاریخ
فلاسفه سپس شروع به تفکر بر روی ماهیت رفتار انسان کردند. این علاقه به بررسی ماهیت رفتار انسان و همچنین احیا هرمنوتیک آلمانی؛ باعث توجه مجدد به نوشته‌های هگل و نیچه شد. پیشرفت در علوم دیگر مانند نظریه‌های اجتماعی تأثیر زیادی روی فلسفهٔ تاریخ داشت. در این دوران موضوع، تشکیل ایده‌های فلسفی در طول تاریخ، مورد بررسی فلاسفه قرار گرفت. مطالعات فلاسفه آنها را به این سمت هدایت کرد که «عصر روشنگری» در غرب را به عنوان یک دوره تاریخی مهم در رشد فلسفه دیده و علاوه بر این پس از شناسایی این دوره به این نتیجه برسند که دنیا در حال حاضر وارد دوران جدید «پست مدرن» شده‌است. بدین گونه نظریات اجتماعی و فلسفی از فرهنگ، مجدداً برگشت کرده و مورد عنایت فلسفه قرار گرفتند.
فلسفه تاریخ در قرن هجدهم میلادی، توسط ولتر وضع شد. منظور وی از این اصطلاح، چیزی بیش از تاریخ انتقادی و علمی نبود؛ یعنی نوعی از تفکر تاریخی که در آن، مورخ به جای تکرار داستان‌هایی که در کتب کهن می‌یابد، خود به بازسازی آنچه واقع شده می‌پردازد. این نام توسط هگل و نویسندگانی دیگر، در پایان قرن هیجدهم به کار رفت ولی آنها معنای کاملاً متفاوتی از این اصطلاح ارائه کردند و آن را به معنای تاریخ کلی یا جهانی به کار بردند. سومین کاربرد این اصطلاح را در نوشته‌های برخی از پوزیتویست‌های قرن نوزدهم می‌یابیم. از نظر آنها وظیفه فلسفه تاریخ، کشف قوانین عامی بود که بر روند رویدادهایی که مورخ به شرح و نقل آنها می‌پردازد، حاکم است. وظایفی که ولتر و هگل بر عهده فلسفه تاریخ می‌نهادند، به وسیله تاریخ نیز قابل انجام بود ولی پوزیتویست‌ها تلاش کردند تا از این طریق، تاریخ را نه فلسفه بلکه یک علم تجربی قلمداد کنند. در هر یک از این موارد کاربرد فلسفهٔ تاریخ مفهوم خاصی از فلسفه مد نظر بود.

## فلسفهٔ تاریخ در ایران
نگرش فلسفی به تاریخ در ایران با کتاب «دیباچه‌ای بر فلسفهٔ تاریخ ایران» نوشتهٔ ارسلان پوریا آغاز شده‌است. او در کتاب دیباچه‌ای بر فلسفهٔ تاریخ ایران فلسفهٔ تاریخ را چنین می‌شناساند:
«فلسفهٔ تاریخ شاخه‌ای از فلسفه است و بدین‌شمار، بی‌میانجی، از فرگشت اندیشهٔ فلسفی از خرد، یعنی از سامان درونی اندیشه، ریشه گرفته‌است و آنگاه، با فراگرفتن تاریخ، تاریخ را از انبوه پیشامدها به یک رشتهٔ سامان‌یافته و یگانه بازگردانده و یگانگیِ راستینِ آن را، که به‌هنگامِ بازتاب در بینش ما به‌گونهٔ رویدادها خرده‌خرده شده‌بود، به وی باز داده‌است. فلسفهٔ تاریخ برترین و فرگشته‌ترین دانش تاریخ است که تنها فرهنگ‌های بسیار پیشرفته بدان دست می‌یابند و ازاین‌رو می‌توان آن را «تاریخ برین» نام نهاد».
وی می‌افزاید: «فلسفهٔ تاریخ دانشی است که می‌خواهد با تراگذشتن از رویدادهای پراکنده به نیروهای رویدادساز تاریخ راه یابد و با این کار شناسایی تاریخ را ژرف‌تر گرداند».
و نیز گوید: «فلسفهٔ تاریخ به آن معنی نیست که ما پیشاپیش اصل برگزیده‌ای را برگزینیم، تنها از دریچهٔ این اصل به تاریخ بنگریم و با دست‌بردن در بوده‌های تاریخی پیروی آنها را از اصل خودکامانهٔ خود نشان دهیم و بدین‌سان، نمایی ساختگی را جانشین تاریخ راستین سازیم. اصل یا دستگاه اندیشهٔ تاریخی در زیباترین و روشن‌ترین گونهٔ آن به‌هرحال آفریده‌ای ذهنی است. این پدیدهٔ ذهنی می‌تواند گزارشگر هستیِ بیرونی باشد ولیک نمی‌تواند جانشین هستی بیرونی گردد».